# Głowica elektromagnetyczna

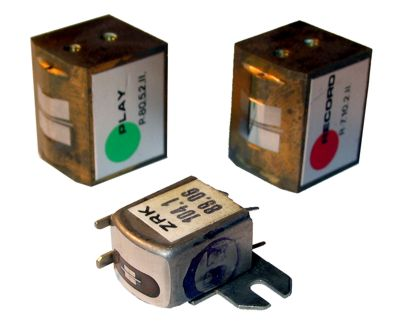
Głowice elektromagnetyczne magnetofonowe. Na pierwszym planie głowica stereofoniczna polskiej produkcji uniwersalna do magnetofonu kasetowego, zapisująco-odczytująca, z tyłu głowice węgierskie szpulowego magnetofonu studyjnego Mechlabor.

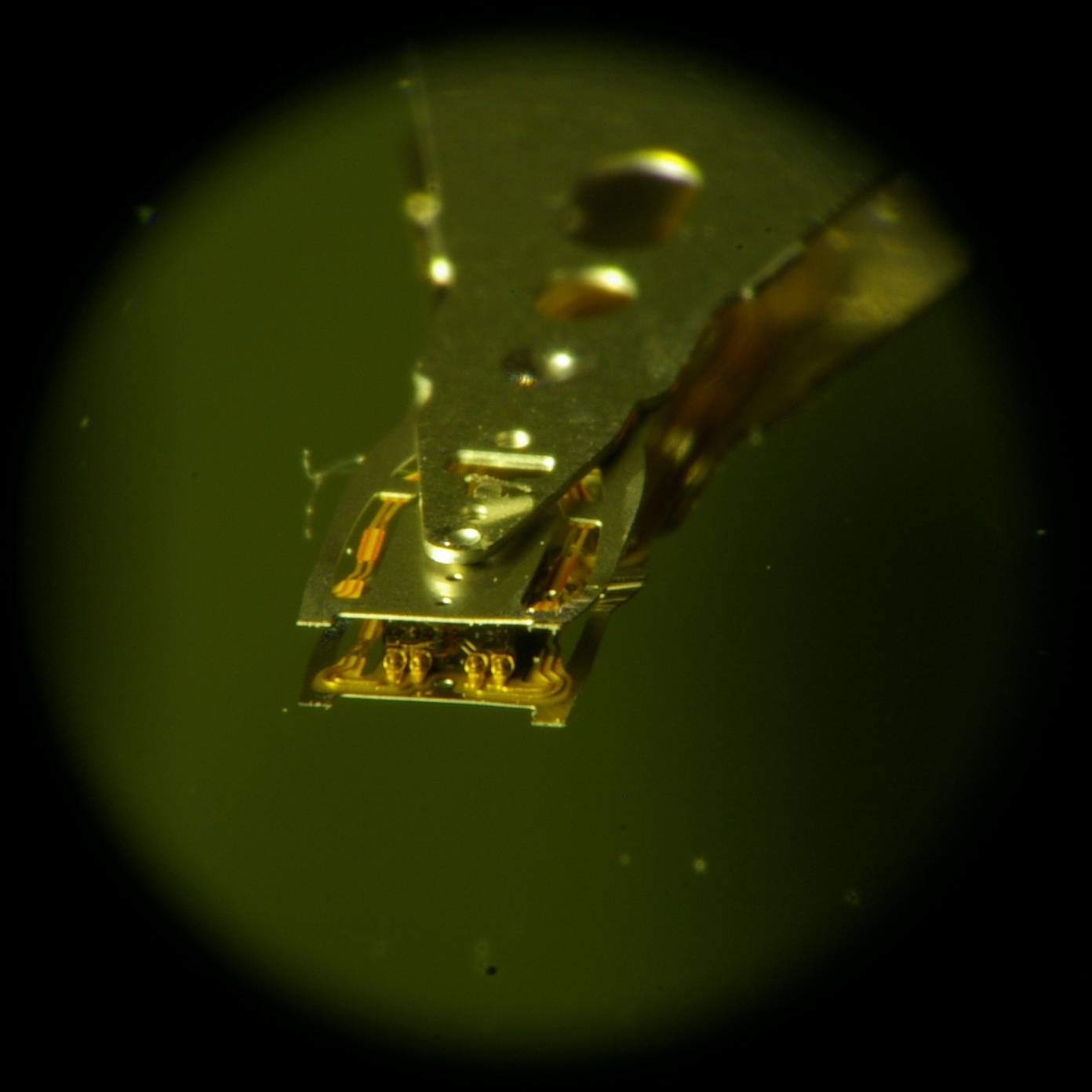
Głowica dysku twardego

Głowica elektromagnetyczna – element konstrukcyjny urządzeń dokonujących odczytu lub zapisu na nośniku ferromagnetycznym, np. drucie stalowym lub taśmie magnetycznej z tworzywa sztucznego pokrytej materiałem ferromagnetycznym.
Głowica stanowi cewkę, której rdzeń ma szczelinę, nad którą przesuwa się taśma. W czasie zapisu zmiany pola elektromagnetycznego w szczelinie powodują zmiany namagnesowania taśmy, a podczas odczytu zmiany pola elektromagnetycznego taśmy powodują wzbudzenie napięcia w cewce głowicy.
Rdzenie głowic wykonywane są z cienkich blach permalojowych, ze stopów sen-alloy, sen-dust itp. Głowice posiadają dwie szczeliny:
- roboczą,
- tylną (głowice odtwarzające i uniwersalne jej nie posiadają).

Szerokość szczeliny roboczej dla głowicy zapisującej powinna być równa połowie grubości warstwy magnetycznej taśmy, zaś dla głowicy odczytującej szerokość ta powinna być jak najmniejsza, aby uzyskać jak największe pasmo przenoszenia (szerokość szczeliny 0,5…1 μm). W głowicach uniwersalnych szerokość szczeliny roboczej jest kompromisem pomiędzy powyższymi wartościami. Szczelina tylna w głowicy zapisującej ma redukować pozostałość magnetyczną, unikając w ten sposób trwałego namagnesowania głowicy.
Na zbliżonej zasadzie działają głowice będące elementem odczytująco-zapisującym w jednostkach dyskowych. (ang. read-write head). Tu zwykle stosuje się kilka głowic zamocowanych na ruchomych wysięgnikach – liczba ich stanowi jeden z istotnych parametrów technicznych dysku. Głowice nie stykają się z wirującą warstwą nośnika, lecz unoszą się na poduszce powietrznej. Do zapisu danych służy głowica elektromagnetyczna cienkowarstwowa, zaś do odczytu – głowica magnetorezystywna, wykorzystująca efekt zmiany oporności elektrycznej materiału (ze stopu żelaza i niklu) przy zmianie pola magnetycznego.